# Genévrier rigide
Juniperus rigida
Espèce
Statut de conservation UICN

 LC  : Préoccupation mineure
Le Genévrier rigide (Juniperus rigida) au genre Juniperus est une espèce de plantes de la famille des Cupressaceae. C'est un arbre natif du nord de la Chine, Corée et du Japon.